# John Waters (réalisateur)
Pour les articles homonymes, voir John Waters et Waters.
John Waters, né le 22 avril 1946 à Baltimore (Maryland), est un réalisateur, acteur américain et également professeur de cinéma.

## Biographie
Fils de Patricia Ann (née Whitaker) et John Samuel Waters, il grandit à Lutherville dans la banlieue de Baltimore (Maryland). Il rentre dans une école catholique dont il ressort plus provocateur que jamais. Sa grand-mère lui offre sa première caméra à l’âge de 16 ans. Parce que ses études de cinéma l’ennuient, il quitte l’université NYU et réalise deux films en 8 mm : Hag in a Black Leather Jacket et Roman Candles (1964) ; ses influences sont Jean-Luc Godard, Walt Disney, Andy Warhol, Russ Meyer, Kenneth Anger, Ingmar Bergman et Herschell Gordon Lewis.

## Carrière
Tous les films de Waters se passent à Baltimore, où il fait jouer des acteurs aussi différents que Divine, David Lochary, Mary Vivian Pearce, Mink Stole et Edith Massey. Il a aussi noué des liens avec des personnes telles que le décorateur Vincent Eriano, le créateur de costumes Van Smith et le directeur de casting Pat Moran ; tous l’aideront à donner à ses films le « Waters Look ».

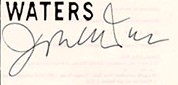
Signature autographe de
John Waters

Au début des années 1970, Waters signe ses deux pamphlets les plus violents : Pink Flamingos, pour lequel il devra payer une amende pour obscénité, et Female Trouble dans lequel la drag queen Divine réussit la performance de se violer elle-même. Mais son œuvre commence à être reconnue, au point que le musée d’art moderne de New York (MoMA) inclut Pink Flamingos dans sa collection permanente. Considéré comme un cinéaste culte, grand représentant du film underground (film expérimental, indépendant, produit sans l’aide des grands studios), Waters se fait connaître internationalement avec Polyester, le premier film en « odorama » (un sticker avec des pastilles à gratter était remis à l’entrée de la salle). Hairspray marque un tournant dans une filmographie se tournant vers un public plus large mais gardant un esprit caustique.
En 1988, la disparition de son acteur-fétiche Divine afflige Waters. Vient ensuite Cry-Baby dans lequel il révèle le talent de Johnny Depp. Mais c’est en 1994 que le réalisateur entre dans la fameuse « A-list » (film produit par une major) avec Serial Mother dans lequel Kathleen Turner tue à tour de bras, comédie noire qui sera présentée hors compétition à Cannes. Entre ce film et Pecker, Waters a introduit son cinéma dans l’art contemporain en accolant des images extraites de ses films et saisies sur un écran de télévision – comme un « story-board photographique ». Il a également rénové la copie de Pink Flamingos pour son 25e anniversaire, ajoutant certaines scènes coupées au montage et présentant le film « neuf » au Festival du cinéma américain de Deauville. En 2020 il était l'invité d'honneur du festival Écrans Mixtes à Lyon qui a rendu hommage à sa carrière à travers une rétrospective. 
Parallèlement à sa carrière cinématographique, John Waters a écrit plusieurs livres.

## Analyse de l'œuvre

### Sujets
Cinéaste atypique, cassant les genres par un cinéma résolument « trash », ses premiers films du genre sont Pink Flamingos, Female Trouble et Desperate Living. Des films en totale rupture avec les conventions et le bon goût, comme en témoigne une scène culte de Pink Flamingos dans laquelle Divine, acteur fétiche de John Waters, mange des excréments de chien.
John Waters fait souvent place aux femmes fortes dans ses films. Nombreuses sont ses héroïnes aux formes généreuses. Divine dans la plupart de ses films, mais aussi Ricki Lake dans Hairspray, où elle vampe les hommes et remporte un concours de danse devant toutes les autres candidates minces.
À partir de Hairspray, on notera un assagissement, du point de vue « trash », même si ses films auront toujours cette touche anti-conventionnelle qui caractérise John Waters. Que ce soit dans le choix des acteurs, aux physiques en totale opposition avec les acteurs américains conventionnels, que ce soit par l'humour qui caractérise ses œuvres, humour bien souvent noir ou décalé, voire de mauvais goût. Mais également au niveau des scénarios, qui nous emmènent dans des situations complément ahurissantes : ses films, même moins provocants qu’à ses débuts, seront toujours caractérisés par une vraie rupture avec le cinéma américain conventionnel.
À la différence de ses premiers films caractérisés par son mauvais goût, il utilisera une image plus « douce », plus « propre » dans les années 1980-90 mais son discours sera d'autant plus virulent et la perversion d'autant plus efficace : utiliser les conventions d'un teen movie (Hairspray) ou d'un soap opéra (Polyester) pour mieux les détourner est une des meilleures réussites du style Waters.

### La ville de Baltimore selon John Waters
L’action de tous les films de John Waters se passe à Baltimore, ville où il est né. Il est particulièrement attaché à cette ville et sa population : « À Baltimore aujourd'hui — le maire va me reprocher de ne pas faire un portrait flatteur — toutes les classes moyennes sont parties. Il ne reste que des pauvres, Blancs et Noirs, et des riches. Les bars sont sympas mais mieux vaut éviter de traîner dans la rue. À Baltimore, les gens ont beaucoup d'humour. Ils se croient normaux, mais ils sont complètement barrés. Ils refusent de quitter la ville et ne comprennent pas ceux qui le font. Mais ce qui les fait rire, c'est en général ce qui choque n'importe qui d'autre. Les gens sont tous obèses, c'est la capitale de la mayonnaise. On a de chouettes fripperies, de chouettes bars. On excelle dans tout ce qui est minable. Le chic, un peu moins. Le seul truc chic de Baltimore, ce sont des éleveurs de purs-sangs dans leurs superbes cottages. J'ai grandi à Baltimore en vouant un culte à tout ce que la ville tentait de cacher. Dans mes films, je disais du bien de ce que les gens détestaient ».

### Influences cinématographiques et littéraires
John Waters a avoué avoir été marqué par des films comme Fuego d'Armando Bo, ou par « des films cochons qui se passent dans des prisons pour femmes. »
« Jean Genet m'a aussi beaucoup influencé. La beauté du crime, c'est tout le propos du film Polyester. Le fait de croire à ça, c'est venu de Genet, un type avec assez de style et de génie pour dépeindre l'envers du décor. Genet m'a sauvé la vie, j'ai adoré tous ses livres. Ils me dispensaient de me farcir tous ceux que je n'aimais pas. Cela m'a donné la certitude que je pouvais continuer sur cette voie. »
John Waters apprécie les films français : « J'ai grandi avec eux et j'en regarde encore ». Il a déclaré préférer « les films d'art et d'essai aux films hollywoodiens qui pratiquent le terrorisme. Dans tous les pays du monde, ils flinguent le cinéma ».
Au sujet des films de Blaxploitation : « j'ai essayé de mélanger leurs idées avec celles des films d'art qui étaient les seuls à briser les tabous avec leur contenu sexuel. C'est en mélangeant tous ces genres que j'ai trouvé le style de mes films. J'ai voulu réinventer ce que je voyais. »

### Divine, acteur fétiche de John Waters

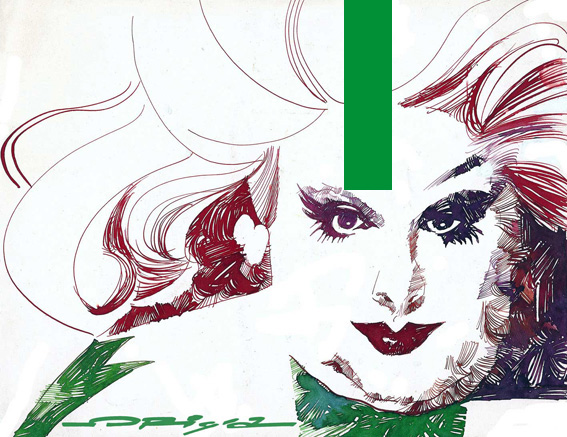
Divine par Origa.

Divine reste l'acteur fétiche de John Waters. Dans ses premiers films, Divine n'avait jamais le premier rôle. Il a interprété Jackie Kennedy dans son film Eat Your Makeup. Divine s'est imposé dans des rôles plus importants, au fur et à mesure.
Divine (Glenn) et John se sont connus en 1963 par une amie commune. Les parents de Divine ont emménagé dans le quartier de John Waters. Glen était fils unique. Selon les dires de John Waters, « c'était un tocard au lycée. À 16 ans il ne sortait toujours pas. Il se faisait toujours taper dessus. Je me suis servi plus tard de la colère qu'il y avait en lui pour faire naître cette beauté insolite qu'il est devenu. En temps normal, il ne se travestissait pas. Il n'était Divine que dans mes films, ou pour sa carrière musicale. Il ne se baladait pas comme ça. On s'entendait très bien car il était parfait pour devenir le porte-parole de ce que j'avais à dire. J'ai mis sa colère à profit pour créer cette chose monstrueuse. Il était ma créature en quelque sorte, grâce à qui je pouvais tirer sur les hétéros comme sur les homos. Les drag-queens détestaient Divine. Elles voulaient toutes ressembler à des reines de beauté ou à de vraies femmes. Divine débarquait avec de fausses cicatrices, ses 150 kg engoncés dans une minijupe et une tronçonneuse à la main ! Il se payait leur tête. Divine savait comme moi qu'il était devenu un monstre. Plus tard, il a commencé à jouer une vraie femme dans mes films, une mère de famille obèse et alcoolique (Polyester) ou une ouvrière repasseuse de linges (Hairspray), une pauvre ménagère avec ses bigoudis sur la tête. C'est là que c'est devenu génial. Divine maltraitait et dénaturait totalement son image. »

## Citations
Source : The Baltimore illustrated Gossip, 25 mai 1994 (plaquette de présentation du film Serial mother)

« J'ai toujours trouvé passionnant qu'un sujet tragique — ou considéré comme tel en général — acquière un potentiel comique, comme par enchantement, lors de son passage à l'écran. »

« J'ai toujours été fasciné par la vie secrète des gens, je pense que chacun d'entre nous a une vie secrète. Je pense que la société continue à fonctionner grâce à nos plus mauvais côtés. »

### Ses collaborateurs et partenaires
Derrière la caméra
Au fur et à mesure de sa carrière, John Waters s'est entouré d'une équipe de collaborateurs qu'il retrouve à chaque nouveau film (les Dreamlanders).
Devant la caméra
Pour les acteurs, John Waters a également ses « habitués ».
| Acteur             | Mondo Trasho (1969) | Multiple Maniacs (1970) | Pink Flamingos (1972) | Female Trouble (1974) | Desperate Living (1977) | Polyester (1981) | Hairspray (1988) | Cry-Baby (1990) | Serial Mother (1994) | Pecker (1999) | Cecil B. Demented (2000) | A Dirty Shame (2004) |
| ------------------ | ------------------- | ----------------------- | --------------------- | --------------------- | ----------------------- | ---------------- | ---------------- | --------------- | -------------------- | ------------- | ------------------------ | -------------------- |
| Divine             | ✔️                  | ✔️                      | ✔️                    | ✔️                    |                         | ✔️               | ✔️               |                 |                      |               |                          |                      |
| Mink Stole         | ✔️                  | ✔️                      | ✔️                    | ✔️                    | ✔️                      | ✔️               | ✔️               | ✔️              | ✔️                   | ✔️            | ✔️                       | ✔️                   |
| David Lochary      | ✔️                  | ✔️                      | ✔️                    | ✔️                    |                         |                  |                  |                 |                      |               |                          |                      |
| Mary Vivian Pearce | ✔️                  | ✔️                      | ✔️                    | ✔️                    | ✔️                      | ✔️               | ✔️               | ✔️              | ✔️                   | ✔️            | ✔️                       | ✔️                   |
| Susan Lowe (en)    | ✔️                  | ✔️                      |                       | ✔️                    | ✔️                      | ✔️               | ✔️               | ✔️              | ✔️                   | ✔️            | ✔️                       |                      |
| George Figgs (en)  | ✔️                  | ✔️                      | ✔️                    | ✔️                    | ✔️                      | ✔️               |                  |                 | ✔️                   | ✔️            | ✔️                       | ✔️                   |
| Edith Massey       |                     | ✔️                      | ✔️                    | ✔️                    | ✔️                      | ✔️               |                  |                 |                      |               |                          |                      |
| Cookie Mueller     |                     | ✔️                      | ✔️                    | ✔️                    | ✔️                      |                  |                  |                 |                      |               |                          |                      |
| Paul Swift (en)    |                     | ✔️                      | ✔️                    | ✔️                    | ✔️                      |                  |                  |                 |                      |               |                          |                      |
| Channing Wilroy    |                     |                         | ✔️                    | ✔️                    | ✔️                      |                  |                  |                 |                      | ✔️            | ✔️                       | ✔️                   |
| Jean Hill (en)     |                     |                         |                       |                       | ✔️                      | ✔️               |                  |                 |                      |               |                          | ✔️                   |
| Ricki Lake         |                     |                         |                       |                       |                         |                  | ✔️               | ✔️              | ✔️                   |               | ✔️                       |                      |
| Patricia Hearst    |                     |                         |                       |                       |                         |                  |                  | ✔️              | ✔️                   | ✔️            | ✔️                       | ✔️                   |
| Traci Lords        |                     |                         |                       |                       |                         |                  |                  | ✔️              | ✔️                   |               |                          |                      |
| Alan J. Wendl      |                     |                         |                       |                       |                         |                  | ✔️               | ✔️              | ✔️                   | ✔️            | ✔️                       | ✔️                   |
| Susan Walsh (en)   | ✔️                  | ✔️                      | ✔️                    |                       |                         |                  |                  |                 |                      |               |                          |                      |

John Waters a participé, en 2006, au film Jackass 2 où nous le voyons dans un hôtel de luxe, poussant Steve-O et Chris Pontius dans les escaliers sur un chariot à bagages, tout en les traitant de petits batards.
Il a également pris le rôle d'un magicien en faisant disparaître Wee-Man, un autre membre de Jackass, sous une énorme femme, de plus de 200 kilos, qui se jette délibérément sur lui, sur le lit de sa chambre d'hôtel.

## Filmographie

### En qualité de réalisateur et scénariste

#### Courts et moyens métrages
- 1964 : Hag in a Black Leather Jacket
- 1966 : Roman Candles
- 1967 : Eat Your Makeup
- 1969 : The Diane Linkletter Story

#### Longs métrages
- 1968 : Mondo Trasho
- 1970 : Multiple Maniacs
- 1972 : Pink Flamingos
- 1974 : Female Trouble
- 1977 : Desperate Living
- 1981 : Polyester
- 1988 : Hairspray
- 1990 : Cry-Baby
- 1994 : Serial Mother (Serial Mom)
- 1999 : Pecker
- 2000 : Cecil B. Demented
- 2004 : A Dirty Shame

#### Film inachevé
- 1968 : Dorothy Kansas City Pothead : Le Magicien d’Oz version défonce (ou Dorothy, la fumeuse de joint du Kansas). Seul film inachevé de John Waters. Avec Pat Moran (Dorothy), George Figgs (l’épouvantail) et Maelcum Soul (la sorcière)[4].

### En qualité d'acteur

#### Cinéma
- 1967 : Eat Your Makeup
- 1969 : Mondo Trasho : voix du reporter
- 1972 : Pink Flamingos : voix de M.. J
- 1986 : Dangereuse sous tous rapports (Something Wild) de Jonathan Demme : le vendeur de voitures
- 1988 : Hairspray : Dr Fredrickson, le psychiatre
- 1989 : Voyageurs sans permis (Homer & Eddie) d’Andreï Kontchalovski : voleur
- 1994 : Serial Mother (Serial Mom) : voix de Ted Bundy sur la cassette (non crédité)
- 1997 : Anthem de Shainee Gabel et Kristin Hahn : lui-même
- 1998 : Pecker : voix du pervers au téléphone (non crédité)
- 1998 : Welcome to Hollywood d'Adam Rifkin et Tony Markes : lui-même
- 1999 : Accords et Désaccords (Sweet and Lowdown) de Woody Allen : M. Haynes
- 2000 : Cecil B. Demented : reporter (non crédité)
- 2002 : Orgie sanglante 2 (Blood Feast 2: All U Can Eat) de Herschell Gordon Lewis : le révérend
- 2004 : Le Fils de Chucky (Seed of Chucky) de Don Mancini : Pete Peters, le paparazzi
- 2004 : Plagues and Pleasures on the Salton Sea (en) : narrateur
- 2006 : Jackass: Number Two de Jeff Tremaine : lui-même
- 2007 : Each Time I Kill (en) de Doris Wishman : spectateur
- 2007 : In the Land of Merry Misfits de Keven Undergaro : narrateur
- 2007 : Hairspray d'Adam Shankman : le pervers exhibitionniste en imperméable
- 2011 : Mangus! (en) d'Ash Christian : Jesus Christ
- 2012 : Excision de Richard Bates Jr. : William
- 2014 : Suburban Gothic (en) de Richard Bates Jr. : Cornelius
- 2015 : Alvin et les Chipmunks : À fond la caisse (Alvin and the Chipmunks: The Road Chip) de Walt Becker : passager de première classe
- 2015 : Mugworth de Marc Fernandez : Sir Butler (voix)

#### Télévision
- 1990 : 21 Jump Street (épisode no 4.18 Awomp-bomp-aloobomb, aloop bamboom) : Mr. Bean
- 1993 : Homicide (épisode no 1.08 Smoke Gets in Your Eyes) : le barman
- 1994 : Album de famille (en) (Family Album) : Vincent
- 1995 : Homicide (épisode no 3.15 Law and Disorder) : R. Vincent Smith (non crédité)
- 1997 : Les Simpson (épisode no 8.15 La Phobie d'Homer) : John (voix)
- 1998 : Frasier (épisode no 5.13 The Maris Counselor) : Roger (voix)
- 2004 : Dead Like Me (épisode no 2.15 Haunted) : vieil homme au restaurant
- 2004 : Blondie: Live by Request : Lui-même (voix)
- 2006-2007 : Petits crimes entre époux ('Til Death Do Us Part) : Groom Reaper
- 2007 : The Junior Defenders (vidéo) : narrateur
- 2007 : Earl (My name is Earl) (Saison 2, épisode 14) : Walter
- 2012 : Ça bulle ! (épisode no 2.09) : le yéti homard (voix)
- 2012 : The Culinary Adventures of Baron Ambrosia (épisode no 1.04) : J.W.
- 2013 : Mickey Mouse (épisode no 1.11) (voix)
- 2014 : Mr. Pickles (épisode no 1.08 Coma) : Dr Kelton
- 2015 : Saison 7 de RuPaul's Drag Race (RuPaul's Drag Race (season 7), épisode 9 : Divine Inspiration) : Juge invité
- 2015-2017 : Groundbreakers (18 épisodes)
- 2016 : Clarence (épisode no 2.05) : Capitain Tom (voix)
- 2017 : Feud (épisode no 1.06 Hagsploitation) : William Castle
- 2018 : Mickey Mouse (épisode no 4.15) (voix)
- 2018 : Saison 5 de Blacklist (Épisode 22 : Sutton Ross (No. 17)) : John Waters
- 2018 : Liverspots and Astronots (en) (épisode no 1.03 The Exorcism of O-Dor) : O-Dor
- 2020 : New York, unité spéciale (saison 21, épisode 17) : Floyd Cougat
- 2021 : New York, unité spéciale (saison 22, épisode 5) : Floyd Cougat

#### Documentaire
- 1975 : Love Letter to Edie (en)
- 1975 : Lady Divine
- 1975 : Edith's Shopping Bag (en)
- 1985 : Divine Waters (en)
- 1994 : Letzter Tanz
- 1994 : HBO First Look: The Making of Serial Mom (TV)
- 1998 : Home Movie on John Waters
- 1998 : Divine Trash
- 1998 : Behind the Music : Blondie
- 1998 : Little Castles
- 1999 : The 20th Century: Yesterday's Tomorrows
- 1999 : Forever Hollywood
- 1999 : E! True Hollywood Story (TV) : Divine
- 2000 : In Bad Taste (en)
- 2000 : Pie in the Sky: The Brigid Berlin Story
- 2001 : Indie Sex: Taboos
- 2001 : Memories of Oz
- 2001 : All About Desire: The Passionate Cinema of Pedro Almodóvar
- 2002 : Independent View
- 2002 : The Cockettes (en)
- 2002 : E! True Hollywood Story: Pia Zadora
- 2002 : Sylvester: Mighty Real
- 2003 : A History of Sex
- 2003 : Hollywood High
- 2003 : Totally Gay! (en)
- 2003 : Larry Clark, Great American Rebel
- 2004 : Class of '80 Debbie Harry
- 2004 : Biography (TV) : John Waters
- 2004 : Biography (TV) : Traci Lords
- 2004 : Biography (TV) : Melanie Griffith
- 2005 : Inside Deep Throat
- 2005 : That Man: Peter Berlin (en)
- 2005 : Tracks (émission TV) : « Spécial freaks »
- 2005 : Midnight Movies: From the Margin to the Mainstream (en)
- 2005 : Conceiving the Seed of Chucky (vidéo)
- 2005 : All the Dirt on A Dirty Shame (vidéo)
- 2005 : It Came from... Baltimore!! (vidéo)
- 2006 : This Film Is Not Yet Rated
- 2006 : Fabulous! L'histoire du cinéma gay[5]
- 2006 : Jack Smith and the Destruction of Atlantis
- 2006 : I Love the '70s: Volume 2 (en) (émission TV) : 10 épisodes
- 2006 : 50 Films to See Before You Die (en) (TV)
- 2006 : This Filthy World (en) (One-man-show)
- 2006 : Making of La Petite Sirène (vidéo)
- 2007 : The Roots of Hairspray (vidéo)
- 2007 : T'as de beaux yeux, chéri
- 2007 : Queens of Disco
- 2007 : Obscene
- 2007 : HBO First Look: Welcome to the '60s: On the Set of Hairspray (TV)
- 2007 : Spine Tingler! The William Castle Story
- 2007 : You Can't Stop the Beat: The Long Journey of Hairspray (vidéo)
- 2008 : Speechless
- 2008 : Guest of Cindy Sherman
- 2008 : SqueezeBox!
- 2008 : Dead On: The Life and Cinema of George A. Romero
- 2008 : Starz Inside: In the Gutter
- 2008 : The Wild World of Ted V. Mikels
- 2008 : Starz Inside: Ladies or Gentlemen
- 2009 : It Came from Kuchar (en)
- 2010 : Les Simpson 20th Anniversary Special: In 3-D! On Ice!
- 2010 : William S. Burroughs: A Man Within (en)
- 2010 : Beautiful Darling (en)
- 2010 : Blank City
- 2010 : Uncle Bob
- 2010 : The Colbert Report (TV) : John Waters
- 2010 : Herschell Gordon Lewis: The Godfather of Gore
- 2011 : These Amazing Shadows (en)
- 2011 : The Advocate for Fagdom
- 2012 : Of Dolls and Murder (en)
- 2012 : Mansome (en)
- 2012 : Time Zero: The Last Year of Polaroid Film
- 2012 : Paul Bowles: The Cage Door is Always Open
- 2012 : The Rep
- 2012 : Frankenstein: A Modern Myth
- 2013 : The Sarnos: A Life in Dirty Movies
- 2013 : I Am Divine
- 2013 : The Last Impresario (en)
- 2015 : Enjoy Your Intermission
- 2015 : Tab Hunter Confidential (en)
- 2015 : Seed Money: The Chuck Holmes Story
- 2015 : The 1000 Eyes of Dr. Maddin
- 2016 : Wall Writers : narrateur
- 2016 : Whatever Happened to Gelitin
- 2016 : Beyond the Beyond
- 2017 : Mansfield 66/67 (en)
- 2017 : The Public Image is Rotten
- 2017 : A Conversation with John Waters, Kathleen Turner and Mink Stole (vidéo)
- 2017 : Queercore: How to Punk a Revolution
- 2018 : Dreamlanders: Little Taffy
- 2018 : Crime and Beauty: Remembering Female Trouble

#### Autres participations
- This Filthy World (en) : one-man show (2006)[6]
- A John Waters Christmas : Compilation de chansons de Noël[7]
- A Date with John Waters : Compilation de chansons romantiques[8]
- Christmas Evil (1980) : commentaire audio sur le DVD (2006)
- Maman très chère (1981) : commentaire audio sur le DVD ("Hollywood Royalty Edition" - 2006)
- La Petite Sirène (1989) : interview dans le making of à propos d'Howard Ashman et de l'inspiration derrière le personnage d'Ursula, Divine ("Special Edition DVD" - 2006)
- Art:21 - Art in the 21st Century : introduction de l'épisode "Stories" de la saison 2 (PBS DVD series - 2007)
- The Creep : clip vidéo de The Lonely Island feat. Nicki Minaj : le présentateur (2011)

### Scénarios
- John Waters, Trash Trio: Three Screenplays: Pink Flamingos, Desperate Living, Flamingos Forever, New York, Vintage Books, 1988, 258 p. (ISBN 978-0-394-75986-9)
- John Waters, 'Hairspray, Female Trouble, and Multiple Maniacs : Three More Screenplays, New York, Thunder's Mouth Press, 2005, 224 p. (ISBN 978-1-56025-702-8)

### Livres de photographies
- John Waters, Director's Cut, New York, Scalo, 1997 (ISBN 978-3-931141-56-1)
- John Waters, Unwatchable, New York, Marianne Boesky Gallery, 2006 (ISBN 978-0-9779503-0-0)
- John Waters, Indecent Exposure, New York, University of California Press, 2018 (ISBN 978-0-5203004-7-7)

### Divers
- John G. Ives, "John Waters : american originals", New York, Thunder's Mouth Press, 1992 (ISBN 978-1-56025-033-3)
- Jack Stevenson, "Desperate Visions : The films of John Waters and the Kutchar Brothers", New York, Creation Books, 1996 (ISBN 978-1-87159-234-4)
- "Entretien de John Waters avec Charles Esche". In Friends & family: Lily van der Stokker: wallpaintings and drawings, 1983-2003. [Dijon] : les Presses du réel, 2003, 487 p. Coll. "Art contemporain" no 6.
- Marvin Heiferman, Gary Indiana et Lisa Phillips, "John Waters : Change Of Life", New York, Harry N. Abrams, 2004 (ISBN 978-0-8109-4306-3)
- Todd Oldham et Cindy Sherman, "John Waters : Place Space", New York, AMMO Books, 2008, 64 p. (ISBN 978-1-934429-02-0)
- James Egan, "John Waters : Interviews", New York, University Press of Mississippi, 2011 (ISBN 978-1-61703-181-6)

## Autres
- This Filthy World (en), one-man-show réalisé par Jeff Garlin (2006)
- A John Waters Christmas (en), compilation de chansons de Noël (2004)
- A Date with John Waters, compilation de chansons romantiques (2007)
- La Petite Sirène édition collector 2 DVD (2006), interview pour le 'making of' à propos d'Howard Ashman, le théâtre (La Petite Boutique des horreurs), et l'inspiration du personnage d'Ursula (Divine)

### Film documentaire sur John Waters
- Divine Trash. Réal. Steve Yeager. Scénario : Kevin Heffernan et Steve Yeager. Film récompensé par le Trophée du meilleur documentaire au Festival du film de Sundance 1998